# Ilie Ciocan
Ilie Ciocan (n. 10 iunie 1913, Cremenari, România) este un supercentenar român, care este în prezent cea mai în vârstă persoană în viață din România și Balcani, precum și cel mai bătrân veteran în viață al celui de-al Doilea Război Mondial din lume și cel mai bătrân om viu din Europa. De asemenea, este cel mai bătrân român documentat vreodată. Vârsta lui este confirmată și de Grupul de Cercetare Gerontologică (GRG).

## Biografie
Ilie Ciocan s-a născut în satul Cremenari, Galicea, Județul Vâlcea, România la 28 mai 1913. A avut o viață grea, după ce a rămas orfan mai întâi de tatăl său la vârsta de 6 ani, iar apoi de mama sa la vârsta de 12 ani. A trebuit să înceapă să lucreze de mic pentru a supraviețui. A lucrat ca cioban în sat pentru o „bucată de pâine”. Până la 14 ani a lucrat cu „vaci”.
La 18 ani, s-a căsătorit cu Floarea Obogeanu, care era cu șapte ani mai mare decât el, și s-au căsătorit oficial la 28 ianuarie 1932 în Biserica Ortodoxă Română. Împreună au avut șase copii, trei fiice și trei băieți.
A fost mobilizat în armată la vârsta de 22 de ani, apoi a fost încorporat în Regimentul 6 Artilerie Pitești în 1935 și a plecat pe front în 1941. A participat la cel de-al Doilea Război Mondial ca mitralior și curier, pe Frontul de Est, în Odesa și în Cotul Donului, dar a ajuns și pe Frontul de Vest și chiar până în Cehoslovacia.
În 1945 a fost eliberat acasă din armată pe motiv că avea mulți copii. A reușit să se întoarcă nevătămat de pe front. După Al Doilea Război Mondial, a primit statutul de veteran.
În urma ordinelor de promovare generală emise după 1990 de Ministerul Apărării Naționale al României, Ciocan a ajuns la gradul de maior.
Soția sa Floarea a murit în 1992, la vârsta de 87 de ani.
A mers pe bicicletă până la 90 de ani. La 93 de ani, a alunecat în zăpadă și și-a rupt piciorul, și-a revenit cu succes, deși a refuzat să-i lase pe medici să-și pună piciorul într-o „ghips”.
Până la 103 ani, Ciocan putea citi Biblia și ziarul fără ochelari. În trei ani și-a pierdut auzul și vederea.
- La 15 februarie 2021, în urma morții lui Ioan Lașcău, în vârstă de 108 ani, a devenit cel mai în vârstă bărbat viu cunoscut din România.
- La 15 martie 2021, după moartea lui Stelios Fragiadoulakis, în vârstă de 108 de ani, din Grecia, a devenit cel mai bătrân om în viață cunoscut din Balcani.
- La 28 februarie 2023, în urma morții lui Constantin Hertoiu, în vârstă de 109 ani, a devenit ultima persoană supraviețuitoare cunoscută din România, născută înainte de 1915 și ultimul bărbat balcanic cunoscut, născut înainte de izbucnirea Primului Război Mondial.
- La 5 aprilie 2023, în urma morții Ioanna Proiou-Dimitriadou a Greciei, în vârstă de 111 ani, a devenit cea mai în vârstă persoană vie cunoscută din Balcani.
- În mai 2023, și-a sărbătorit 110 ani și a devenit supercentenar.[6][7]
- La 2 iulie 2023, după moartea lui Ramiz Selmani din Macedonia de Nord, în vârstă de 108 ani, el a devenit ultimul bărbat supraviețuitor cunoscut din Balcani, născut înainte de 1915.
- La 9 noiembrie 2023, vârsta lui a fost confirmată oficial de Grupul de Cercetare Gerontologică (GRG), un organism științific internațional pentru cercetarea longevității.[8]
- La 7 ianuarie 2024, după moartea francezului Andre Ludwig, în vârstă de 111 ani, a devenit cel mai bătrân veteran al celui de-al Doilea Război Mondial din Europa.
- La 30 ianuarie 2024, după moartea japonezului Tsuneji Oyama, în vârstă de 111 ani, a devenit cel mai bătrân veteran al celui de-al Doilea Război Mondial din lume.
- La 13 august 2024, după moartea britanicului John Farringdon, în vârstă de 111 ani, a devenit ultimul bărbat european supraviețuitor, născut în 1913.
- La 13 septembrie 2024, după moartea bătrânului Fikrije Loki din Macedonia de Nord, în vârstă de 110 de ani, a devenit ultima persoană supraviețuitoare din Balcani născută înainte de 1915.
- La 9 octombrie 2024, a fost vizitat de președintele Consiliului de conducere al Grupului de Cercetare în Gerontologie, Waclaw Jan Kroczek și de corespondentul GRG pentru România, Lăcrămioara Frăsineanu
- La 25 noiembrie 2024, după moartea britanicului John Tinniswood, în vârstă de 112 ani, a devenit cel mai bătrân om în viață din Europa.[9]
- La 16 ianuarie 2025, la vârsta de 111 ani, 220 de zile, Ciocan a depășit vârsta finală a lui Dumitru Comănescu (1908–2020) de 111 ani, 219 zile, devenind cea mai în vârstă persoană validată vreodată în România.[10]

Ilie Ciocan locuiește în prezent în satul Bratia din Vale, Galicea, Județul Vâlcea, România la vârsta de  111 ani, 355 zile.